# Марко Бастаћ
Марко Бастаћ (Београд, 1984) српски је политичар. Између 2016. и 2020. био је председник градске општине Стари град.

## Биографија
Рођен је 1984. године у Београду. Завршио је студије продукције на Академији лепих уметности у Београду.
Од 2006. до 2009. године је радио као уредник емисија Емошон продукције, када је прешао у Службени гласник.
Ожењен је и има двоје деце.

## Политичка делатност
Општински одборник у Скупштини градске општине Стари град је постао 2004. године. Председник општинског Клуба Демократске омладине је био од 2006. до 2011. године.
Од 2010. до 2016. године је био члан Већа општине. Паралелно са тим, 2007. године је постао председник Извршног одбора Општинског одбора Демократске странке, а 2011. године је изабран за председника Општинског одбора.
Био је носилац изборне листе Демократске странке на локалним изборима 2016. године за градску општину Стари град. На седници Скупштине општине 12. маја 2016. године, изабран је за председника градске општине Стари град. За њега је гласало 38 од 50 присутних, односно 56 одборника укупно.
Демократску странку је напустио у децембру 2016. године, због сукоба са новим председником странке Драганом Шутановцем.
Бастаћ је учествовао на локалним изборима у Београду 2018. године, са листом „Шта радите бре — Марко Бастаћ”, која је освојила 3.604 гласа, односно 0,44%.
На оснивачкој скупштини Странке слободе и правде, 19. априла 2019. године, постао је члан Главног одбора странке. Изабран је за потпредседника странке, а од јуна 2020. године је и председник њеног београдског одбора. Убрзо после тога је напустио Странку слободе и правде.
Са својим покретом "Чувари Старог Града" изашао је 2024. године на локалне изборе за градску општину Стари Град, као први на листи свог покрета. Његова листа била је трећепласирана по броју гласова, иза првопласиране листе више опозиционих странака и другопласиране листе владајуће странке СНС. Током изборне кампање листа Марка Бастаћа је наступала као опозиција Српској напредној странци, али се после избора удружила са одборницима владајуће СНС и са њима формирала органе општинске управе. Марко Бастаћ је изабран за председника Скупштине општине Стари Град.